# Черныш, Александр Иванович
Александр Иванович Черныш (бел. Аляксандр Іванавіч Чарныш; 1917—1944) — капитан Рабоче-крестьянской Красной Армии, участник Великой Отечественной войны, Герой Советского Союза (1945).

## Биография
Александр Черныш родился 12 февраля 1917 года в деревне Кромовичи (ныне — Докшицкий район Витебской области Белоруссии). Окончил курсы техников-землеустроителей. В 1938 году Черныш был призван на службу в Рабоче-крестьянскую Красную Армию. В 1939 году он окончил курсы техников ПВО. Участвовал в боях советско-финской войны. С начала Великой Отечественной войны — на её фронтах. В 1943 году Черныш окончил курсы усовершенствования командного состава.
К июню 1944 года капитан Александр Черныш командовал ротой 457-го стрелкового полка 129-й стрелковой дивизии 3-й армии 1-го Белорусского фронта. Отличился во время освобождения Могилёвской области Белорусской ССР. 28 июня 1944 года рота Черныша во время боёв под посёлком Кировск отразила все немецкие контратаки, нанеся противнику большие потери. Следующей ночью она перерезала дорогу Бобруйск-Минск и отразила все немецкие контратаки, не дав противнику прорваться. В том бою Черныш погиб. 
Похоронен в деревне Черница Бобруйского района Могилёвской области Белоруссии.

## Награды и звания
Указом Президиума Верховного Совета СССР от 24 марта 1945 года капитан Александр Черныш посмертно был удостоен высокого звания Героя Советского Союза. Также был награждён орденами Ленина и Красного Знамени. Навечно зачислен в списки личного состава воинской части.

## Память
- В честь А. И. Черныша назван совхоз.
- В честь А. И. Черныша установлены памятники в Докшицах и агрогородке Берёзки Докшицкого района.
- Имя А. И. Черныша носил Бобруйский государственный профессиональный электротехнический колледж до его закрытия в 2018 году.
- Имя А. И. Черныша носят улицы в Бегомле, Кировске, д. Калинино Бобруйского района.